# Quyền thuật vô song
Quyền thuật vô song (Nhật: 鉄拳チンミ Hepburn: Tekken Chinmi) là bộ manga do họa sĩ Nhật Bản Maekawa Takeshi sáng tác từ năm 1983 đến nay. Truyện kể về những chuyến phiêu liêu của cậu bé Phi Hồng từ khi mới gia nhập Thiếu Lâm Tự đến khi trở thành sư phụ ở Thiếu Lâm Tự. Manga từng được dịch lậu sang tiếng Việt dưới nhan đề Hoàng Phi Hồng (cũng có bản dịch khác với tên Cậu bé vô song), sau đó được Nhà xuất bản Kim Đồng mua bản quyền và ấn hành với tên Quyền thuật vô song như hiện nay.